# Ahupuaʻa
L’ahupuaʻa est la subdivision traditionnelle de troisième niveau dans l'archipel d'Hawaï, après le mokupuni qui représente une île entière et le moku qui est l'équivalent d'un district. Il rassemble en général deux ou trois ʻili.